# Abarema cochleata
Abarema cochleata là một loài thực vật có hoa trong họ Đậu.